# Буде-Глімт
«Буде-Глімт» (норв. Fotballklubben Bodø/Glimt) — норвезький футбольний клуб з міста Буде. Заснований 19 вересня 1916 року. Домашні матчі проводить на стадіоні «Аспміра», що вміщує 7 354 глядачів. Чемпіон Норвегії (2020, 2021), володар Кубка Норвегії (1975, 1993).

## Історія

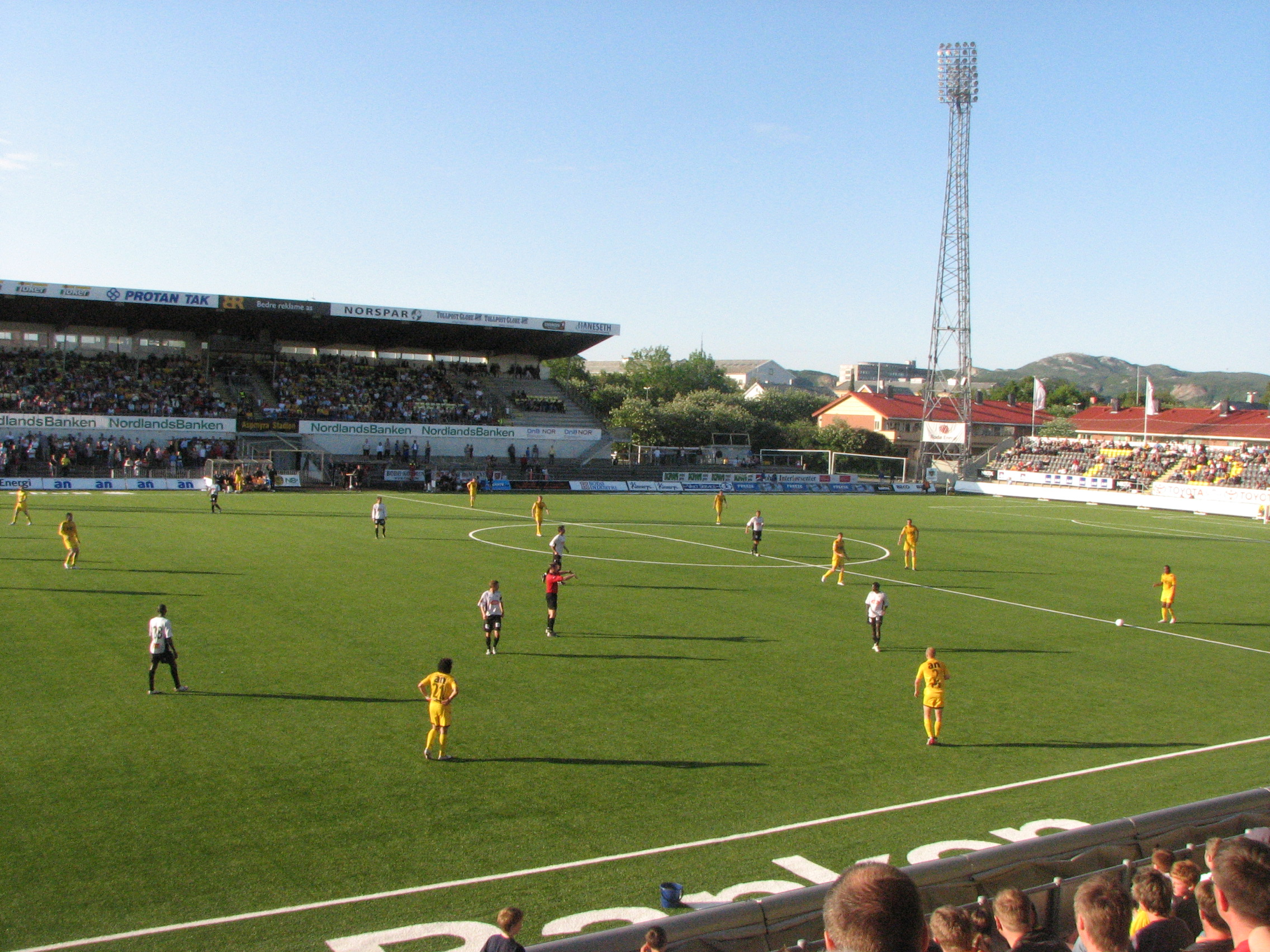
стадіон «Аспміра»

Буде — найбільше місто у фюльке Нурланн, але до другої половини 1916 року тут не було футбольної команди на відміну від інших міст. Новостворений клуб отримав назву англ. Football Club Glimt (що в перекладі з англійської мови значить «Спалах»). Засновником клубу — Ерлінг Терандсен — став першим президентом клубу, а пізніше і його почесним членом.
У 1919 році «Глімт» виграв свій перший трофей: команда стала чемпіоном фюльке Нурланн. 1920-ті роки були важкими через низький моральний стан і погане фінансування, у якийсь час постало питання про ліквідацію клубу. Але згодом він отримав нову підтримку завдяки відвідуванню футбольних зірок і тренерів з півдня Норвегії, таких, яким 1929 року був Йорген Юве. 
У 1930-их роках «Глімт» почав проводити тренування у закритих приміщеннях, що значно зменшило негативний вплив суворого арктичного клімату. Цей новий підхід до роботи клубу в 1920-30-их роках дав позитивні результати, і згодом «Глімт» став провідним клубом Північної Норвегії, а з 1970-их років — усієї країни.
До 1963 року команд із півночі Норвегії не допускали до розіграшу Кубка Норвегії. Але «Глімт» вже в першому своєму кубковому сезоні довів, що команди з півночі країни грають у футбол не гірше за південні команди.
У чемпіонаті Норвегії команд із півночі не допускали до вищого дивізіону до 1972 року. «Буде-Глімт» — один із трьох північних клубів, які грали у вищому дивізіоні норвезького чемпіонату. 1973 року чемпіонат було поділено на зони за географічним принципом, «Буде-Глімт» у 1974 і 1975 роках вигравав турнір у своїй зоні але так і не зумів вийти до вищого дивізіону через плей-оф.
Першим вдалим сезоном для «Буде» у першому дивізіоні став 1977 рік. Коли команда тільки піднялася з другого дивізіону і одразу посіла друге місце в національному чемпіонаті. А у розіграші Кубку «Буде» дійшов до фіналу, де поступився «Ліллестрему». Але вже за три роки команда знову вилетіла до другого дивізіону і наступного разу повернулася до еліти тільки у 90-их роках.

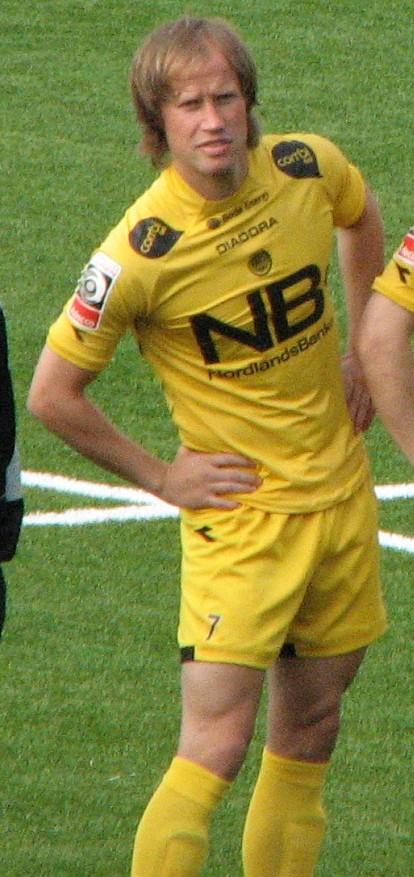
Одна з легенд клубу Рунар Берг — володар Кубка Норвегії 1993 року.

Новим блискучим сезоном для команди став 1993 рік, коли «Буде» за два роки зумів піднятися з другого дивізіону до Тіппеліги, де став срібним призером і нарешті виграв національний кубок.
У наступних сезонах «Буде-Глімт» показував дуже непослідовні результати. Високі місця і чудова гра в одному сезоні змінювалися провалом у наступному.
Після 1993 року «Буде-Глімт» вперше вилетів із Тіппеліги 2005 року. Наступні 10 років були дуже важкими для команди. Фінансовий стан клубу був настільки поганим, що Норвезька футбольна асоціація ставила питання про недопуск команди до участі у національних турнірах.
Погані результати команди призвели до того, що керівництво клубу вболівальників написало відкритого листа, де критикувалися тренування, а також погані звички деяких футболістів. Згодом клуб вболівальників відкликав усі претензії до клубу.
Тільки у 2018 році «Буде-Глімт» повернувся до Елітсерії і з цього часу почалася справжня «золота епоха» в історії клубу. У 2019 році «Буде-Глімт» стає срібним призером Елітсерії. Влітку 2020 року тільки італійський «Мілан» зміг зупинити «Буде» у третьому кваліфікаційному раунді Ліги Європи. А за підсумками сезону Елітсерії 2020 року «Буде-Глімт» вперше в історії став чемпіоном Норвегії, вигравши турнір з великим відривом від переслідувачів і зазнавши лише однієї поразки в чемпіонаті. У 2021 році команда вдруге стала чемпіоном Норвегії. 

## Склад команди
Станом на 18 квітня 2025
| №  | Поз. | Нац.     | Гравець               |
| -- | ---- | -------- | --------------------- |
| 1  | ВР   | Норвегія | Юліан Фає Лунд        |
| 2  | ЗХ   | Данія    | Вілладс Нільсен       |
| 4  | ЗХ   | Норвегія | Одін Бйортуфт         |
| 5  | ЗХ   | Норвегія | Хайтам Алеесамі       |
| 6  | ЗХ   | Норвегія | Йостейн Гундерсен     |
| 7  | ПЗ   | Норвегія | Патрік Берг (капітан) |
| 8  | ПЗ   | Норвегія | Сондре Аукленн        |
| 9  | НП   | Данія    | Каспер Хег            |
| 10 | НП   | Норвегія | Єнс Петтер Гауге      |
| 11 | НП   | Норвегія | Уле Дідрік Бломберг   |
| 12 | ВР   | Росія    | Микита Хайкін         |
| 14 | ПЗ   | Норвегія | Ульрік Салтнес        |
| 15 | ЗХ   | Норвегія | Фредрік Андре Бйоркан |
| 16 | ПЗ   | Норвегія | Сівер Скейде          |

| №  | Поз. | Нац.     | Гравець             |
| -- | ---- | -------- | ------------------- |
| 17 | ПЗ   | Норвегія | Гауте Геберг Ветті  |
| 18 | ЗХ   | Норвегія | Бреде Мое           |
| 19 | ПЗ   | Норвегія | Сондре Брунстад Фет |
| 20 | ЗХ   | Норвегія | Фредрік Шевольд     |
| 21 | НП   | Норвегія | Андреас Гелмерсен   |
| 24 | НП   | Норвегія | Даніель Бассі       |
| 25 | ЗХ   | Норвегія | Ісак Дюбвік Мяяття  |
| 26 | ПЗ   | Норвегія | Гокон Ев'єн         |
| 27 | НП   | Норвегія | Сондре Серлі        |
| 44 | ВР   | Норвегія | Магнус Брондбо      |
| 45 | ВР   | Норвегія | Ісак Шонг           |
| 77 | НП   | Данія    | Міккель Бро Гансен  |
| 95 | НП   | Данія    | Єппе К'яєр          |

## Досягнення
- Чемпіон Норвегії (4): 2020, 2021, 2023, 2024
- Віце-чемпіон Норвегії (5): 1977, 1993, 2003, 2019, 2022
- Володар Кубка Норвегії (2): 1975, 1993
- Володар Кубка Північної Норвегії (9): 1930, 1933, 1934, 1939, 1952, 1963, 1964, 1967, 1969

## Виступи на євроарені
| Сезон     | Турнір                 | Раунд                        | Країна      | Супротивник      | Результати      |
| --------- | ---------------------- | ---------------------------- | ----------- | ---------------- | --------------- |
| 1976–77   | Кубок володарів кубків | Перший раунд                 | Італія      | Наполі           | 0–2, 0–1        |
| 1978–79   | Кубок володарів кубків | Перший раунд                 | Люксембург  | Уніон Люксембург | 4–1, 0–1        |
| 1978–79   | Кубок володарів кубків | Другий раунд                 | Італія      | Інтернаціонале   | 0–5, 1–2        |
| 1994–95   | Кубок володарів кубків | Кваліфікаційний раунд        | Латвія      | Олімпія Рига     | 6–0, 0–0        |
| 1994–95   | Кубок володарів кубків | Перший раунд                 | Італія      | Сампдорія        | 3–2, 0–2        |
| 1996–97   | Кубок УЄФА             | Другий кваліфікаційний раунд | Ізраїль     | Бейтар Єрусалим  | 2–1, 5–1        |
| 1996–97   | Кубок УЄФА             | Перший раунд                 | Туреччина   | Трабзонспор      | 1–2, 1–3        |
| 1999–2000 | Кубок УЄФА             | Кваліфікаційний раунд        | Ліхтенштейн | Вадуц            | 1–0, 2–1        |
| 1999–2000 | Кубок УЄФА             | Перший раунд                 | Німеччина   | Вердер           | 0–5, 1–1        |
| 2004–05   | Кубок УЄФА             | Другий кваліфікаційний раунд | Естонія     | Левадія          | 2–1, 1–2 (8–7п) |
| 2004–05   | Кубок УЄФА             | Перший раунд                 | Туреччина   | Бешикташ         | 1–1, 0–1        |
| 2020—21   | Ліга Європи            | Перший кваліфікаційний раунд | Литва       | Кауно Жальгіріс  | 6–1             |
| 2020—21   | Ліга Європи            | Другий раунд                 | Литва       | Жальгіріс        | 3–1             |
| 2020—21   | Ліга Європи            | Третій раунд                 | Італія      | Мілан            | 2–3             |
| 2021–22   | Ліга чемпіонів         | Перший кваліфікаційний раунд | Польща      | Легія            | 2–3, 0–2        |
| 2021–22   | Ліга конференцій       | Другий кваліфікаційний раунд | Ісландія    | Валюр            | 3–0, 3–0        |
| 2021–22   | Ліга конференцій       | Третій кваліфікаційний раунд | Косово      | Приштина         | 1–2, 2–0        |
| 2021–22   | Ліга конференцій       | Раунд ПО                     | Литва       | Жальгіріс        | 2–2, 1–0        |
| 2021–22   | Ліга конференцій       | Група С                      | Італія      | Рома             | 6–1, 2–2        |
| 2021–22   | Ліга конференцій       | Група С                      | Болгарія    | ЦСКА             | 2–0, 0–0        |
| 2021–22   | Ліга конференцій       | Група С                      | Україна     | Зоря             | 3–1, 1–1        |
| 2021–22   | Ліга конференцій       | Раунд ПО                     | Шотландія   | Селтік           | 2–0, 3–1        |

## Відомі гравці
- Руслан Бабенко
- Сергій Погорілий